# Chiesa di Santa Gaianè
La chiesa di Santa Gaianè (in armeno Սուրբ Գայանէ եկեղեցի?) è una chiesa di Echmiadzin, in Armenia. Sita a poca distanza dalla cattedrale di Echmiadzin, la chiesa fu costruita nel 630 per volere del catholicos d'Armenia Esdra I. La sua fisionomia architettonica è rimasta intatta, nonostante parziali restauri alla cupola ed al soffitto realizzati nel 1652. Il nome della chiesa si deve a Gaiana, o Gayane, una badessa romana martirizzata con altre vergini (tra cui Ripsima) nel IV secolo per ordine del re armeno Tiridate III. 
Nel 2000 la chiesa è stata inclusa nella lista dei patrimoni dell'umanità UNESCO insieme alla cattedrale di Echmiadzin, al sito archeologico di Zvartnots ed alle chiese di Santa Ripsima e di Shoghakat.

## Storia e descrizione
La chiesa sorge sul luogo in cui avvenne il martirio di santa Gaiana, poco prima della conversione dell'Armenia al cristianesimo (avvenuta nel 301). Nella sua "Storia degli armeni", risalente al V secolo, lo storiografo Agatangelo scrisse che la giovane e bella Ripsima (Hripsimé) era una suora di Roma costretta con la forza a sposare l'imperatore Diocleziano. Per evitare che il matrimonio avesse luogo, lei, la sua badessa Gaiana ed altre suore fuggirono dal monastero di Edessa e si rifugiarono in Armenia. Qui il re pagano Tiridate III ricevette una lettera da parte dell'imperatore romano in cui quest'ultimo descriveva la bellezza di Ripsima. Dopo aver scoperto il luogo in cui le donne si nascondevano, Tiridate III si innamorò di Ripsima prima e di Gaiana poi. A seguito del rifiuto oppostogli dalle due suore, Tiridate decise di farle torturare ed uccidere. Sul luogo in cui trovò la morte Ripsima sorge la chiesa a lei dedicata, così come sul luogo in cui fu martirizzata Gaiana fu costruita l'omonima chiesa. Dove vennero uccise le loro 38 compagne venne invece costruita la chiesa di Shoghakat. Poco dopo la morte delle martiri cristiane il re Tiridate III si convertì grazie a San Gregorio l'Illuminatore e fece dell'Armenia il primo regno cristiano della storia.
Secondo il catholicos Giovanni V lo Storico, vissuto a cavallo tra il IX ed il X secolo, la chiesa venne costruita dal suo predecessore Esdra I nel 630. Tra il 1651 ed il 1653 la chiesa fu oggetto del restauro voluto dal catholicos Philippos I. Durante i lavori, oltre alla riparazione della cupola, fu costruita una cappella destinata a custodire delle reliquie. Nel 1688, secondo quanto indicato in un'iscrizione della chiesa, il catholicos Eliazar I fece costruire un gavit. Un'altra opera di restauro ebbe inizio nel 1872.
La chiesa di Santa Gaiana è una basilica a tre navate con cupola, ma al tempo stesso dall'esterno appare con la tipica fisionomia cruciforme delle chiese armene. Il tamburo che esternamente ha forma ottagonale, poggia su quattro pilastri interni che dividono la chiesa nelle sopracitate tre navate. Un ampio portico a tre archi fu costruito sulla facciata ovest della chiesa nel 1683, al fine di ospitare le sepolture di alcuni religiosi di primo piano della Chiesa apostolica armena.

## Galleria d'immagini

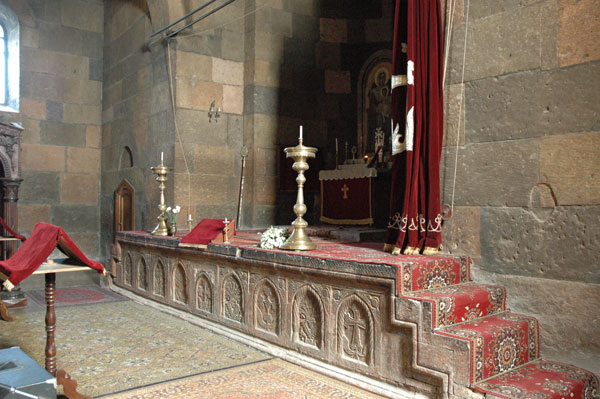
L'altare
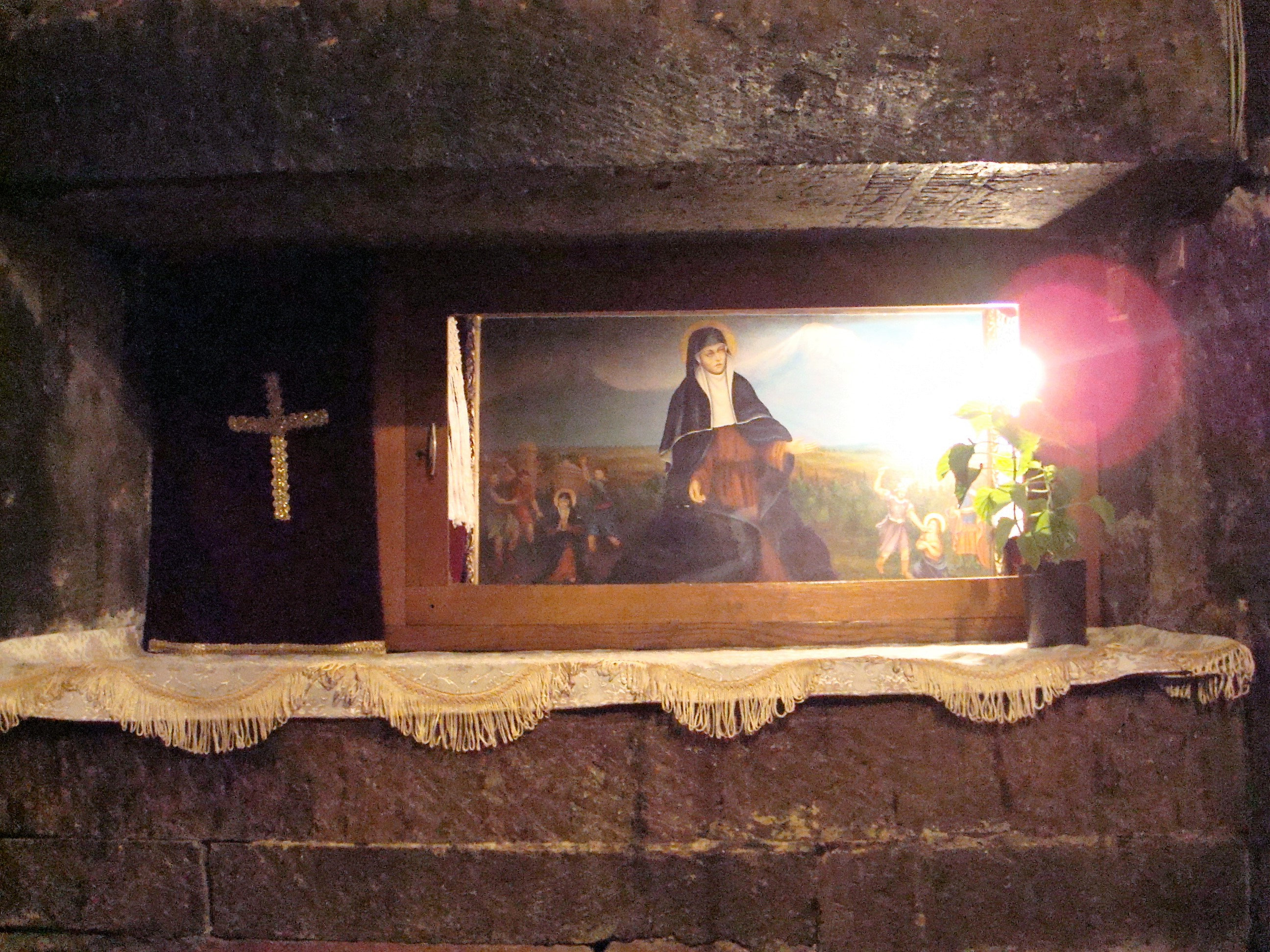
Reliquiario di Santa Gaiana
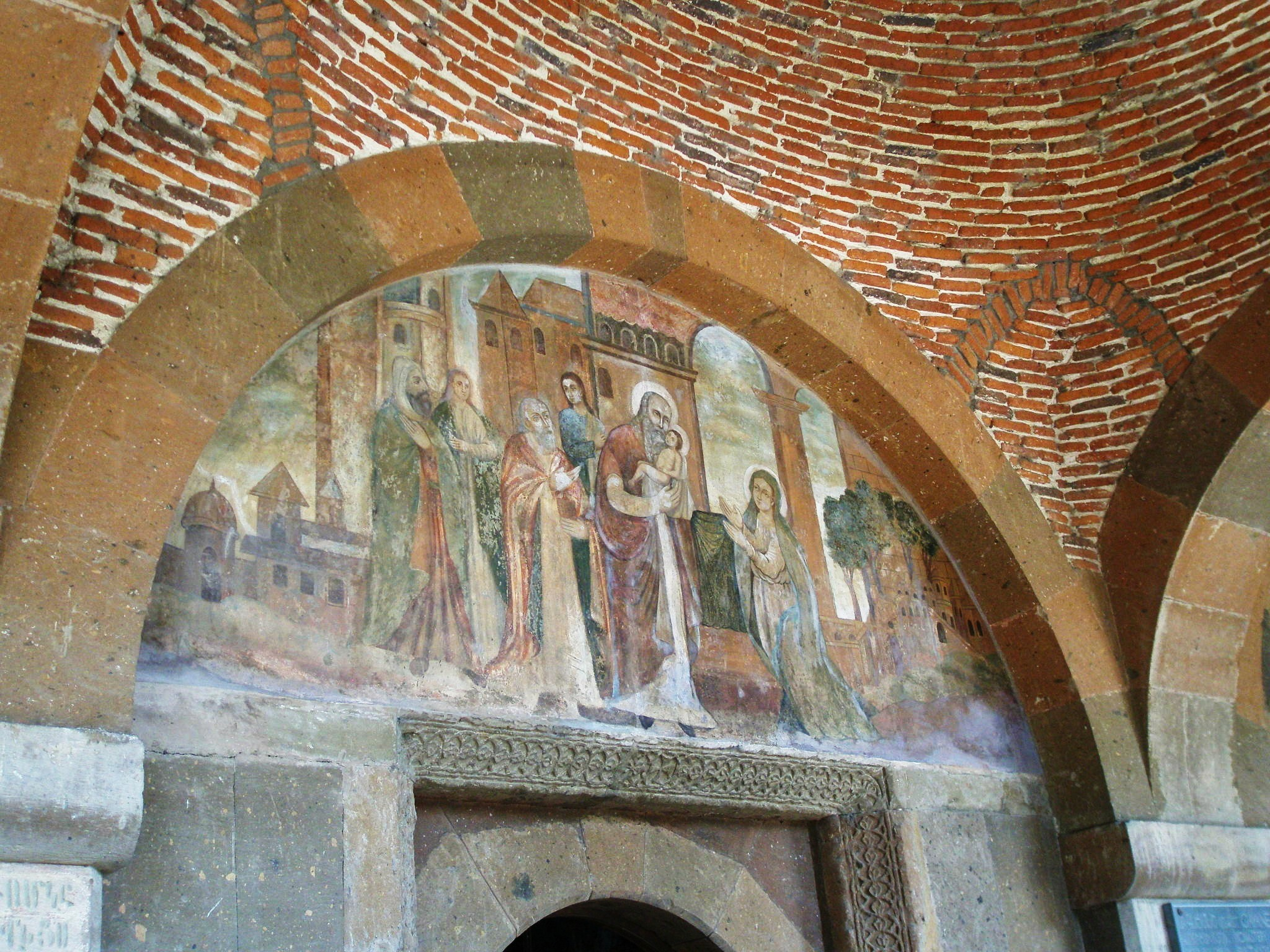
Affresco sopra l'ingresso
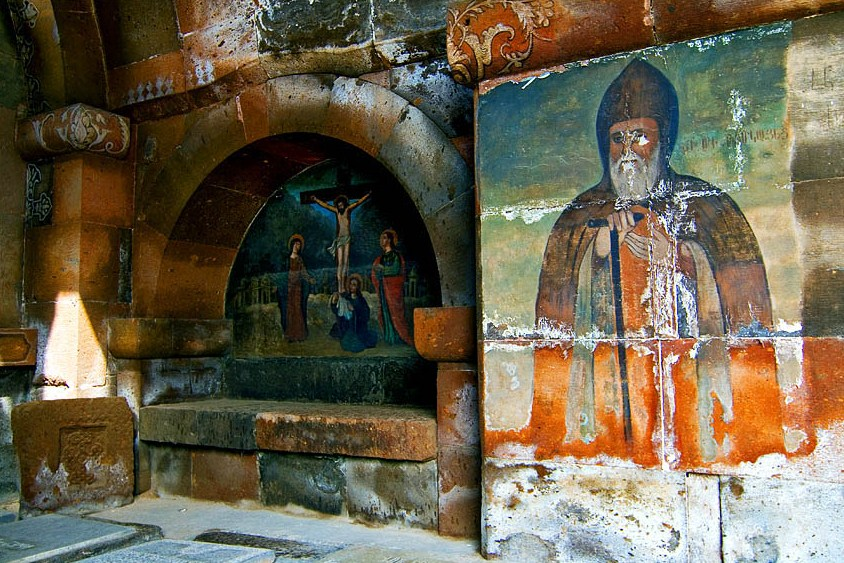
Affreschi dentro la chiesa
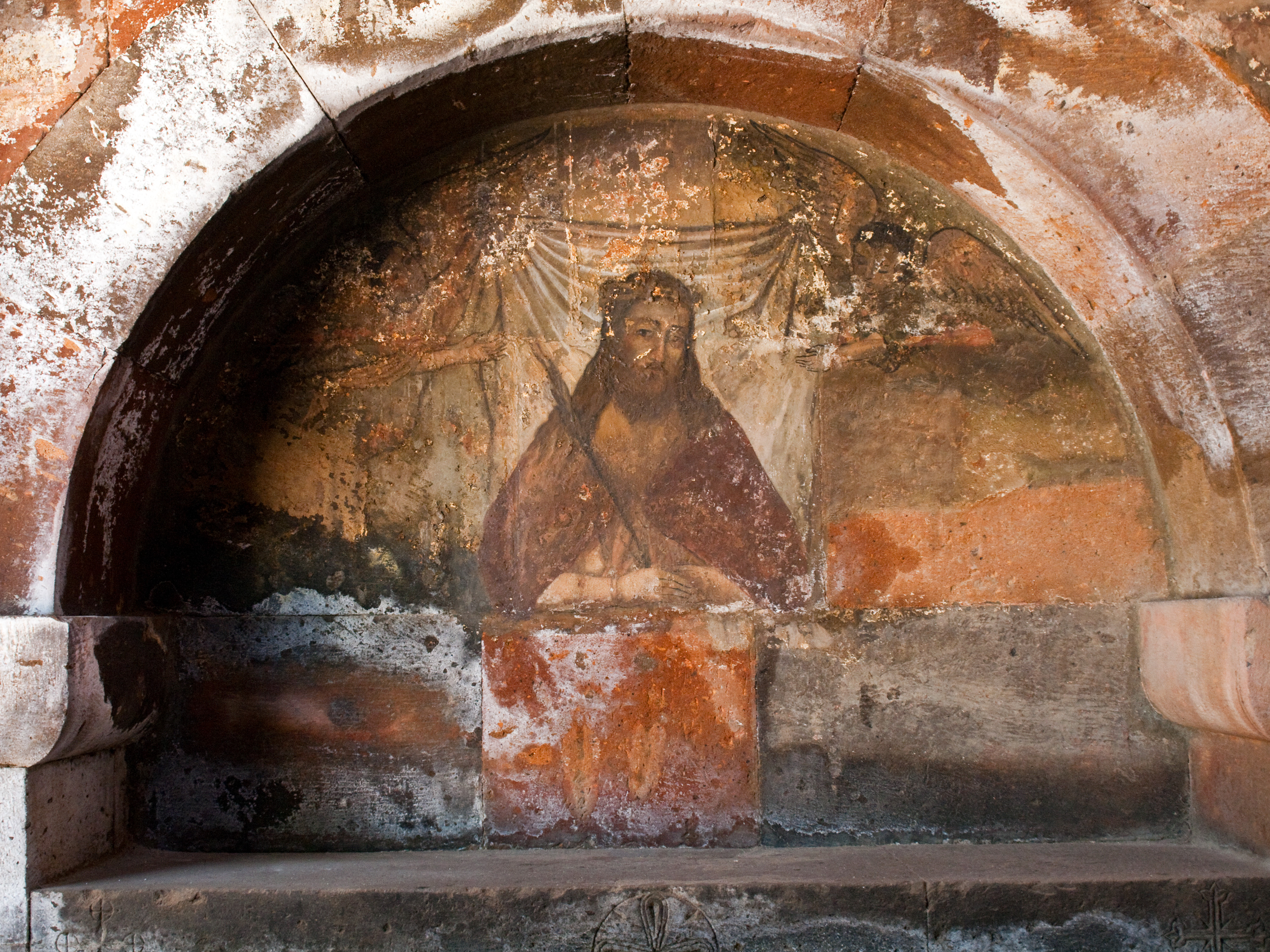
Affresco raffigurante Gesù
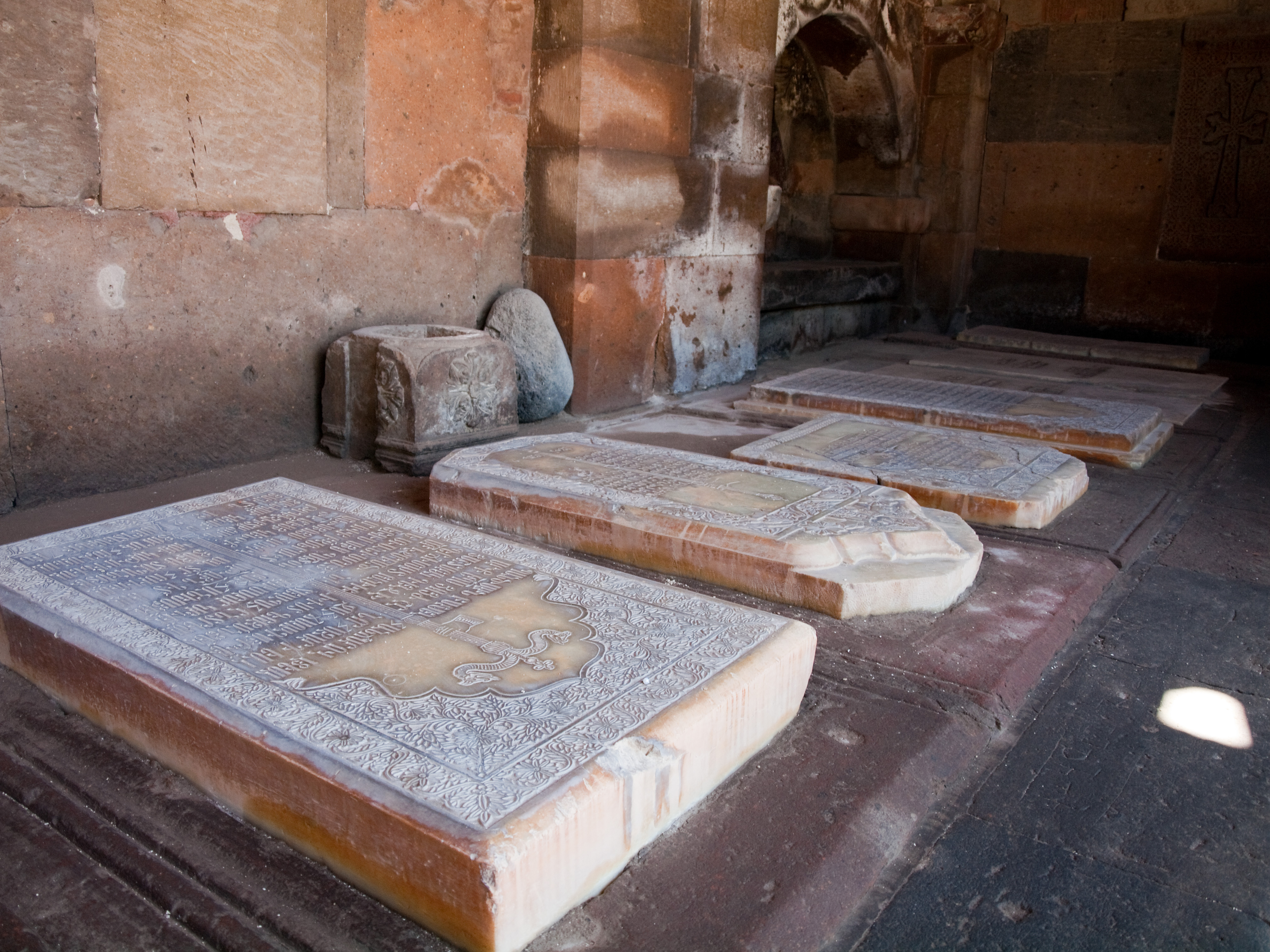
Sepolture